# City (Vereinigte Staaten)
City (Plural: englisch Cities, deutsch Citys) ist in den Vereinigten Staaten die Bezeichnung für eine bewohnte Siedlung, die – abhängig von den Gesetzen der einzelnen Bundesstaaten – die Verwaltungsform einer eingetragenen Kommune hat. 

## Allgemeines
Dabei ist die Einwohnerzahl eines Ortes oftmals zur Unterscheidung einer City von anderen Gemeindeformen wie Village oder Town irrelevant; die kleinste City in den Vereinigten Staaten, Maza in North Dakota, hatte nur fünf Einwohner. In den meisten Bundesstaaten werden Citys durch einen gewählten Bürgermeister (englisch mayor) mit Stadtrat (englisch city council) geführt, im Gegensatz zur Verwaltung einer Town, die von den Bürgern durch Bürgerversammlungen, einen select board oder einen board of trustees verwaltet werden. In einer Reihe von Bundesstaaten – etwa in Arizona – sind city und town austauschbare Begriffe. Die größten Citys in den Vereinigten Staaten sind New York City, Los Angeles, Chicago und Houston.

## Besonderheiten in einzelnen Bundesstaaten
Eine City benötigt meist die Genehmigung für ihre Bezeichnung (englisch city charter) durch den zugehörigen Bundesstaat. In Idaho, Iowa, Kansas, Kentucky, Minnesota, North Dakota und Oregon werden alle eingetragenen Orte als city bezeichnet. In Ohio wird ein Ort automatisch zur City, wenn er bei der regulären, in den Vereinigten Staaten per Verfassung alle zehn Jahre stattfindenden Volkszählung mehr als 5000 Einwohner zählt, und wird wieder zu einem Village, wenn die Einwohnerzahl unter 5000 sinkt. In Illinois muss eine City mindestens 2500 Einwohner haben, in Nebraska reichen 800 Einwohner für eine City zweiter Klasse, 5000 Einwohner sind für eine City erster Klasse notwendig.
In Virginia sind alle als City statuierten Orte unabhängig und nicht zu einem County gehörend, Towns gehören zu dem jeweiligen County. In Kalifornien gibt es sowohl Towns als auch Citys, beide Ausdrücke werden allerdings auch synonym verwendet. In Pennsylvania kann sich jeder eingetragene Ort mit mehr als zehn Einwohnern als Borough statuieren. Jede Township und jeder Borough mit mehr als 10.000 Einwohnern kann die staatliche Gesetzgebung ersuchen, diese Ortschaft als City zu statuieren.
In den Bundesstaaten Neuenglands entspricht die Abgrenzung zwischen Town und City der Form ihrer Verwaltung und ist nicht von der Bevölkerungszahl abhängig. Dabei wird eine Town in der Exekutive durch einen Stadtrat vertreten und die Legislative durch eine Gemeindeversammlung gebildet. In einer City steht der Exekutive der gewählte Bürgermeister vor, die Legislative besteht aus einem Stadtrat oder Ältestenrat.
In New York State lebt jeder Einwohner entweder in einer Indianerreservation, einer City oder in einer Town. Hierbei ist eine City eine weitgehend selbstverwaltete Kommune, die in einem erheblichen Maße die Steuerhoheit über ihre Bürger besitzt. Eine City unterscheidet sich in New York von einem Village dadurch, dass eine City nicht zu einer Town gehört – City of Sherrill ist die einzige Ausnahme –, ein Village hingegen Teil von einer oder mehreren Towns ist. 
Manche dieser Citys, für die es in diesem Bundesstaat keine Mindestgröße gibt, sind völlig von einer Town umgeben; diese trägt oft denselben Namen. New York City und Albany sind beide seit 1686 als City statuiert, alle 60 anderen Citys in New York wurden jeweils durch eine Entscheidung der Bundesstaatsregierung zur City. New York City bildet einen Sonderfall, da diese Stadt das Gebiet von fünf Countys vollständig umfasst. Die Insel Oʻahu im Bundesstaat Hawaii ist vollständig als eine einzige City eingetragen, als City and County of Honolulu.